# 二甲基叔丁基氟硅烷
二甲基叔丁基氟硅烷是一种有机硅化合物，化学式为C6H15FSi，它可由二甲基叔丁基氯硅烷和氟化钠在乙腈中反应得到。在正丁基锂存在下，它和吡咯反应，可以得到N-(二甲基叔丁基硅基)吡咯。它和烯丙基溴化镁在乙醚中反应，可以得到二甲基烯丙基叔丁基硅。